# Scutigerella alpina
Scutigerella alpina är en mångfotingart som beskrevs av Rochaix 1955. Scutigerella alpina ingår i släktet norddvärgfotingar, och familjen snabbdvärgfotingar. Inga underarter finns listade i Catalogue of Life.